# Luis Carlos Gomes
Luis Carlos Gomes da Silva (Rio de Janeiro, 5 de maio de 1966) é um radialista e político brasileiro filiado ao Republicanos. Atualmente é deputado federal pelo Rio de Janeiro.

## Biografia
É formado em Gestão Pública. 
Em julho de 2019, assumiu a presidência do PRB no estado do Rio de Janeiro.
Pela legenda, se candidatou a Deputado Federal nas eleições de 2022, quando terminou como primeiro suplente da sua chapa ao receber pouco mais de 57 mil votos.
Em fevereiro de 2023, Luis Carlos assumiu o mandato na Câmara dos Deputados após a nomeação de Rosângela Gomes para a secretaria estadual de Assistência Social.